# Первый Гал

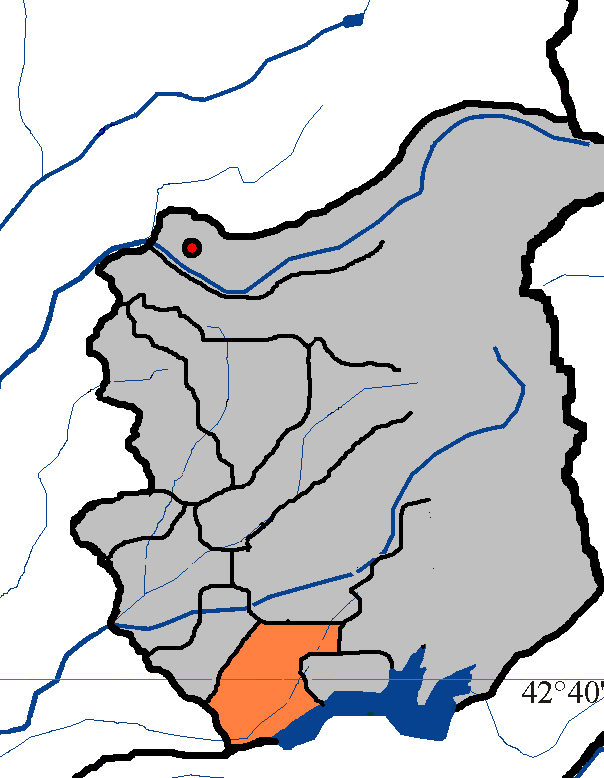
Расположение с/а Первый Гал

Пе́рвый Гал (абх. Галхәыч; груз. სამქვარი — Самквари) — село в Абхазии, в Ткуарчалском районе частично признанной Республики Абхазия, согласно административному делению Грузии — в Гальском муниципалитете Абхазской Автономной Республики. До 1994 года село входило в состав Гальского района Республики Абхазия.

## Расположение
Расположено к югу от райцентра Ткуарчал в равнинной полосе, на берегу Гальского водохранилища.
На северо-западе и севере сельская администрация (село) Первый Гал граничит с с/а (селом) Махур; на севере — с с/а (селом) Окум; на востоке — с с/а (селами) Гумрыш и Речху; на юге (по реке Эрисцкали (Эрцкар)) — с городом Гал и с/а Махунджра Гальского района; на западе — с селом Шашалат Очамчирского района.

## Наименование
В советский период в разное время село официально называлось Первый Гали и Пирвели Гали. В настоящее время абхазскими властями обычно используется форма Галхуч (абх. «Малый Гал») в качестве официального названия села на русском языке. В административном отношении село представляет собой административный центр Перво-Гальской сельской администрации (абх. Галхәыч ақыҭа ахадара), в прошлом Пирвели-Гальского сельсовета.

## История
К концу XIX века Самурзакан уже был чётко разделён на 2 основные лингвистические зоны: абхазоязычную и мегрелоязычную. Первая охватывала верхние (северные) селения Самурзаканского участка; вторая, бо́льшая по территории и численности населения, — нижние (центральные и южные) сёла. Между этими двумя зонами располагались смешанные селения, в том числе Первый Гал. По сообщению Г. Шухардта, в конце XIX столетия «в общинах Бедийской, Окумской, Чхортольской, Гальской, Царчинской слышится абхазская речь; в Саберио, Отобая, Дихазургах говорят по-мингрельски».
По данным переписи 1926 года уже только 1,1 % жителей Первого Гала назвали абхазский язык родным, несмотря на то, что почти половина жителей села сохраняла абхазское этническое самосознание. После установления советской власти в Абхазии, в Первом Гале была открыта грузинская школа. К середине XX века абхазское население села уже было полностью огрузинено и потеряло этническое самосознание.
В ходе грузино-абхазской войны 1992—1993 годов Первый Гал, как и другие сёла Гальского района, находился под контролем грузинских войск. После войны основная масса жителей Первого Гала покинула село, однако в 1994 году многие вернулись в свои дома. Численность населения Первого Гала в послевоенный период резко сократилась.
В 1994 году в Абхазии была проведена новая реформа административно-территориального деления, село Первый Гал было передано из состава Галского района в состав Ткуарчалского.
Согласно Московскому соглашению 1994 года о прекращении огня и разъединении сторон село Первый Гал входит в Зону Безопасности, где размещены КСПМ СНГ.
Село Первый Гал исторически подразделяется на 6 посёлков (абх. аҳабла):
- Алакумхара (Лекумхара)
- Гал-Ачаюа (Земо-Гали, Верхний Гал)
- Кохора
- Наго
- Сабасарио
- Самикаио

Колхоз
В советское время в селе действовал колхоз имени Сталинской Конституции Гальского района, председателем которого был Константин Дитоевич Чеминава. В колхозе трудились Герои Социалистического Труда бригадиры Чака Бардгуевич Джеджея, Бага Яковлевич Какачия, Пармен Кочоевич Саруа, звеньевые Владимир Согратович Джгереная, Ленти Бардгуевна Джеджея, Леонтий Муразович Езугбая, Кванта Дзакаевич Какава, Джоджо Пехвович Микая и Ражден Степанович Саруа.

## Население
Население Пирвели-Гальского сельсовета (без посёлка Цхири) по данным переписи 1989 года составляло 5552 человек, по данным переписи 2011 года население сельской администрации Первый Гал составило 2256 человека, в основном грузины (91,4 %) и мегрелы (6,1 %), а также абхазы (1,4 %).
В XIX веке территория современного города Гал входила в состав единого села Гали Гальской сельской общины. По данным переписи населения 1886 года в селе Гали проживало православных христиан — 2401 человек, мусульман-суннитов не было. По сословному делению в селе имелось 76 дворян, 39 представителей православного духовенства и 2286 крестьян. Князей и представителей «городских» сословий в Гали не проживало.
По данным той же переписи жители села были учтены как этнические «самурзаканцы». По данным переписи населения 1926 года чуть меньше половины жителей Первого Гала записались абхазами, остальные — грузинами. Однако абхазский язык в качестве родного указали лишь 1,1 % жителей Первого Гала (или 2,4 % абхазов села), в то время как для остальных первогальцев родным языком был мегрельский.
| Год переписи | Число жителей | Этнический состав                |
| ------------ | ------------- | -------------------------------- |
| 1886         | 2.401         | самурзаканцы 99,2%; грузины 0,8% |
| 1926         | 2.046         | грузины 53,6%; абхазы 46,3%      |
| 1959         | 2.570         | грузины (нет точных данных)      |
| 1989         | 5.552         | грузины (нет точных данных)      |
| 2011         | 2.256         | грузины/мегрелы (97,5%)          |

## Использованные источники
1. ↑  Данный географический объект расположен в Абхазии, являющейся спорной территорией. Согласно административному делению Грузии, спорную территорию занимает Абхазская Автономная Республика. Фактически спорную территорию занимает частично признанное государство Республика Абхазия.
2. 1 2  Согласно административному делению Грузии
3. ↑  Согласно административному делению частично признанной Республики Абхазия
4. ↑  Данный населённый пункт расположен в Абхазии, являющейся спорной территорией. Согласно административному делению Грузии, спорную территорию занимает Абхазская Автономная Республика. Фактически спорную территорию занимает частично признанное государство Республика Абхазия.
5. ↑  Шухардт Г. О географии и статистике картвельских (южнокавказских) языков // СМОМПК. Вып. XXVI. — Тифлис, 1899, с.71
6. ↑  Московское соглашение о прекращении огня и разъединении сил. Дата обращения: 19 мая 2008. Архивировано из оригинала 13 мая 2008 года.
7. ↑  Карта зоны конфликта составленная миссией ООН. Дата обращения: 19 мая 2008. Архивировано 28 сентября 2011 года.
8. ↑  Кәарҷиа В.Е. Аҧсны атопонимика. — Аҟәа: 2002. — с.536 (абх.)
9. ↑  Перепись населения Абхазии 2011. Ткуарчалский район. Дата обращения: 25 марта 2013. Архивировано 30 октября 2020 года.
10. ↑  Переписи населения в Абхазии 1886, 1926, 1939, 1959, 1970, 1979, 1989, 2003, 2011. Дата обращения: 19 мая 2008. Архивировано 21 апреля 2019 года.